# 七匹狼 (電影原聲帶)
《七匹狼》是台灣歌手張雨生、王傑、邰正宵、東方快車合唱團、星星月亮太陽等人共出的電影專輯，是電影七匹狼的原聲帶。飛碟唱片1989年3月22日發行。

## 曲目
1. 永遠不回頭（張雨生/姚可傑/邰正宵/王傑/星星月亮太陽（電影《七匹狼》主題曲）
2. 如果妳冷（張雨生）
3. 我至少可以給妳什麼（東方快車合唱團）
4. 迷你約會（金玉嵐）
5. 永遠不回頭（演奏曲）
6. 我喜歡瘋狂（張雨生）
7. 說在我心中的愛（星星月亮太陽）
8. 沒有（邰正宵）
9. 看見（張雨生）
10. 永遠的藍天（馬萃如）
11. 宇宙征服者（東方快車合唱團）